# Грабчок
Грабчок (пол. Grabczok, нім. Grabczok, 1936-45: Buchendorf) — село в Польщі, у гміні Мурув Опольського повіту Опольського воєводства.
Населення — 325 осіб (2011).

## Демографія
Демографічна структура станом на 31 березня 2011 року:
|          | Загалом | Допрацездатний вік | Працездатний вік | Постпрацездатний вік |
| -------- | ------- | ------------------ | ---------------- | -------------------- |
| Чоловіки | 158     | 35                 | 107              | 16                   |
| Жінки    | 167     | 33                 | 101              | 33                   |
| Разом    | 325     | 68                 | 208              | 49                   |